# Scotopetalum warreni
Scotopetalum warreni är en mångfotingart som beskrevs av Shear 2000. Scotopetalum warreni ingår i släktet Scotopetalum och familjen Schizopetalidae. Inga underarter finns listade i Catalogue of Life.